# پاول ویلوشنیکوف
پاول ویلوشنیکوف (روسی: Павел Войлошников؛ ۱۰ ژانویهٔ ۱۸۷۹ – ۱۹ نوامبر ۱۹۳۸) ورزشکار اهل امپراتوری روسیه بود.
وی در مسابقات کشوری و بین‌المللی در مجموع برندهٔ ۱ مدال نقره شده‌است.